# Limnophora nigripes
Limnophora nigripes este o specie de muște din genul Limnophora, familia Muscidae. A fost descrisă pentru prima dată de Robineau-desvoidy în anul 1830. Conform Catalogue of Life specia Limnophora nigripes nu are subspecii cunoscute.